# Ozona, Texas
Ozona, Texas (енгл. Ozona) насељено је место без административног статуса у америчкој савезној држави Тексас.

## Демографија
По попису из 2010. године број становника је 3.225, што је 211 (-6,1%) становника мање него 2000. године.
| Група             | 2000.         | 2010.         |
| Белци             | 1.313 (38,2%) | 979 (30,4%)   |
| Афроамериканци    | 28 (0,8%)     | 23 (0,7%)     |
| Азијати           | 11 (0,3%)     | 10 (0,3%)     |
| Хиспаноамериканци | 2.066 (60,1%) | 2.201 (68,2%) |
| Укупно            | 3.436         | 3.225         |